# アル・フェイハ
アル・フェイハFC（英語: Al-Fayha FC, アラビア語: نادي الفيحاء السعودي）は、サウジアラビアのアル・マジマアをホームタウンとする、サウジ・プロフェッショナルリーグに加盟するプロサッカークラブである。

## 歴史
1953年に設立。アル・マジマアでは最も古いクラブチームである。1985年、サウジ・ファーストディヴィジョンリーグ（当時の1部リーグ）に初めて昇格を果たし、1989-90シーズンの終わりに降格するまでは5シーズン連続で1部リーグに在籍していた。
2003-04シーズンではサウジ・セカンドディヴィジョンリーグ（2部）で2位になり、14年ぶりの1部リーグに昇格した。2007-08年のシーズン終了時に降格するまでは、4シーズン連続で1部リーグに在籍した。2013-14シーズンに2部リーグで優勝をし、再び昇格を果たした。
2017年4月29日、ホームで行われたオホド・クラブとの試合で2-1で勝利し、史上初めてサウジ・プロフェッショナルリーグへの昇格を果たした。2017年5月5日、アウェイでウェジSCと1-1で引き分け、1部リーグの王者に初めて輝いた。3シーズン連続でトップリーグで過ごし、デビューシーズンは期待以上のパフォーマンスを見せ、2シーズン目はかろうじて降格を免れたが、2019-20シーズンは最終節でタアーウンFCに0-1で敗れ降格した。
1部リーグに復帰した最初のシーズンは、2021年5月20日にホームでアル・タエーFCと0-0で引き分け、トップリーグへの再昇格に成功し、勝ち点81で準優勝を果たしている。プロリーグに復帰した最初のシーズンで、セルビア人GKヴラディミル・ストイコヴィッチ、ギリシャ人のMFパナギオティス・タフツィディス、マケドニア出身のアレクサンダル・トライコフスキといった選手を獲得した。ヴク・ラショヴィッチ監督は、規律正しい組織運営とダイレクトプレーのアプローチでチームを管理し、その結果、クラブは2021-22年のリーグで最高成績を収めた。
2021-22シーズン、キングスカップに参加し、初戦の相手はアバFCで、4-0で勝利し準々決勝に進出した。準々決勝ではアル・バーティンFCと対戦し、2-1で勝利した。準決勝では、アル・イテハドとの対戦となったが、激戦の末に1-0で勝利し、歴史的な決勝進出を果たした。決勝ではアル・ヒラルと対戦し、延長戦の後、両者は1-1で引き分けでPK戦となり、セルビア人GKヴラディミル・ストイコヴィッチの素晴らしいパフォーマンスによりPK戦で勝利し、キング・アブドゥッラー・スポーツシティで行われた初のサウジ国王杯を手にした。これにより、AFCチャンピオンズリーグ2023/24の予選プレーオフへの出場資格を獲得した。

## タイトル

### 国内タイトル
- サウジ・ファーストディヴィジョンリーグ：1回
  - 2016-17
- サウジ・セカンドディヴィジョンリーグ：2回
  - 1984-85, 2013-14
- サウジ国王杯：1回
  - 2021-22

### 国際タイトル
- なし

## 現所属メンバー
2021年7月24日現在
注：選手の国籍表記はFIFAの定めた代表資格ルールに基づく。
| No. | Pos. |                | 選手名                           |
| --- | ---- | -------------- | -------------------------------- |
| 1   | GK   | サウジアラビア | モスレム・アル＝フリージ         |
| 2   | DF   | サウジアラビア | ムクハイル・アル＝ラシディ       |
| 3   | DF   | サウジアラビア | バンダー・ナセル                 |
| 4   | DF   | サウジアラビア | サミー・アル＝カイバリ           |
| 5   | DF   | サウジアラビア | ナイーフ・アルマス               |
| 6   | MF   | サウジアラビア | サウード・ジダン                 |
| 7   | MF   | 北マケドニア   | アレクサンダル・トライコフスキ   |
| 8   | MF   | サウジアラビア | アブドゥルラフマン・アル＝サフリ |
| 9   | FW   | ナイジェリア   | アンソニー・ヌワカエメ           |
| 10  | MF   | スペイン       | ビクトル・ルイズ                 |
| 11  | MF   | サウジアラビア | ハリド・カービー                 |
| 16  | MF   | サウジアラビア | アリ・アル＝ネメル               |
| 17  | DF   | サウジアラビア | アブドゥラー・アル＝シャメク     |
| 18  | MF   | ブラジル       | パウリーニョ                     |
| 19  | FW   | サウジアラビア | モハメド・マジュラシー           |

| No. | Pos. |                | 選手名                         |
| --- | ---- | -------------- | ------------------------------ |
| 22  | DF   | サウジアラビア | モハメド・アル＝バッカウイ     |
| 23  | FW   | セルビア       | ミラン・パヴコヴ               |
| 24  | DF   | サウジアラビア | アハメド・バムソー             |
| 26  | MF   | サウジアラビア | アリ・アル＝ザカーン           |
| 27  | MF   | サウジアラビア | スルタン・マンダッシュ         |
| 33  | DF   | サウジアラビア | フセイン・アル＝シュワイシュ   |
| 37  | MF   | ブラジル       | リカルド・リラー               |
| 55  | GK   | サウジアラビア | ファイゼル・マスラヒ           |
| 66  | MF   | サウジアラビア | モハメド・アブサバン           |
| 77  | MF   | ギリシャ       | パナギオティス・タフツィディス |
| 80  | DF   | サウジアラビア | オサマ・アル＝カラフ           |
| 88  | GK   | セルビア       | ヴラディミル・ストイコヴィッチ |
| 98  | DF   | サウジアラビア | ムハンナド・アル＝カイディ     |
| 99  | FW   | サウジアラビア | マレク・アル＝アブドゥルメネム |

監督
- ヴク・ラショヴィッチ

## 歴代監督
- ラテブ・アル＝アワダット 2013
- マクラム・アブドゥラー 2013-2014
- アフメド・ラビヤード 2014
- アブデラゼック・シェビ 2014-2015
- ハリル・アル＝マスリ 2015
- ラサード・マーマール 2015-2016
- アル＝ハビブ・ビン・ラマダン 2016-2017
- コンスタンティン・ガルカ 2017
- グスタボォ・コスタス 2017-2018
- スラヴォリュブ・ムスリン 2018-2019
- ヌールディン・ゼクリ 2019
- ジョルジュ・シマン 2019-2020
- ユセフ・アル＝ガディール 2020
- アル＝ハビブ・ビン・ラマダン 2020-2021
- ヴク・ラショヴィッチ 2021-

## 歴代所属選手

### GK
- アーメル・シャフィーア 2019-2020
- ヴラディミル・ストイコヴィッチ 2021-

### DF
- エミリオ・イサギレ 2017-2018

### MF
- アレクサンドロス・ツィオリス 2017-2019
- カルロス・ビジャヌエバ 2020
- パナギオティス・タフツィディス 2021-2022
- アレクサンダル・トライコフスキ 2022-2023
- ゴイコ・チミロ 2023-

### FW
- イスマイル・ディアキテ 2015-2016
- アミン・シェルミティ 2019
- イウリ 2019
- ハモン・ロペス 2021-2022
- ミラン・パヴコヴ 2022-